# آيت علي أو لحسن (آيت أحمد)
آيت علي أو لحسن هو دُوَّار يقع بجماعة تاكزيرت، إقليم بني ملال، جهة بني ملال خنيفرة في المملكة المغربية. ينتمي الدوّار لمشيخة آيت أحمد التي تضم 6 دواوير. يقدر عدد سكانه بـ 680 نسمة حسب الإحصاء الرسمي للسكان والسكنى لسنة 2004.

## وصلات خارجية
- البوابة الوطنية للجماعات الترابية
- المندوبية السامية للتخطيط